# Centro de Lançamento da Barreira do Inferno

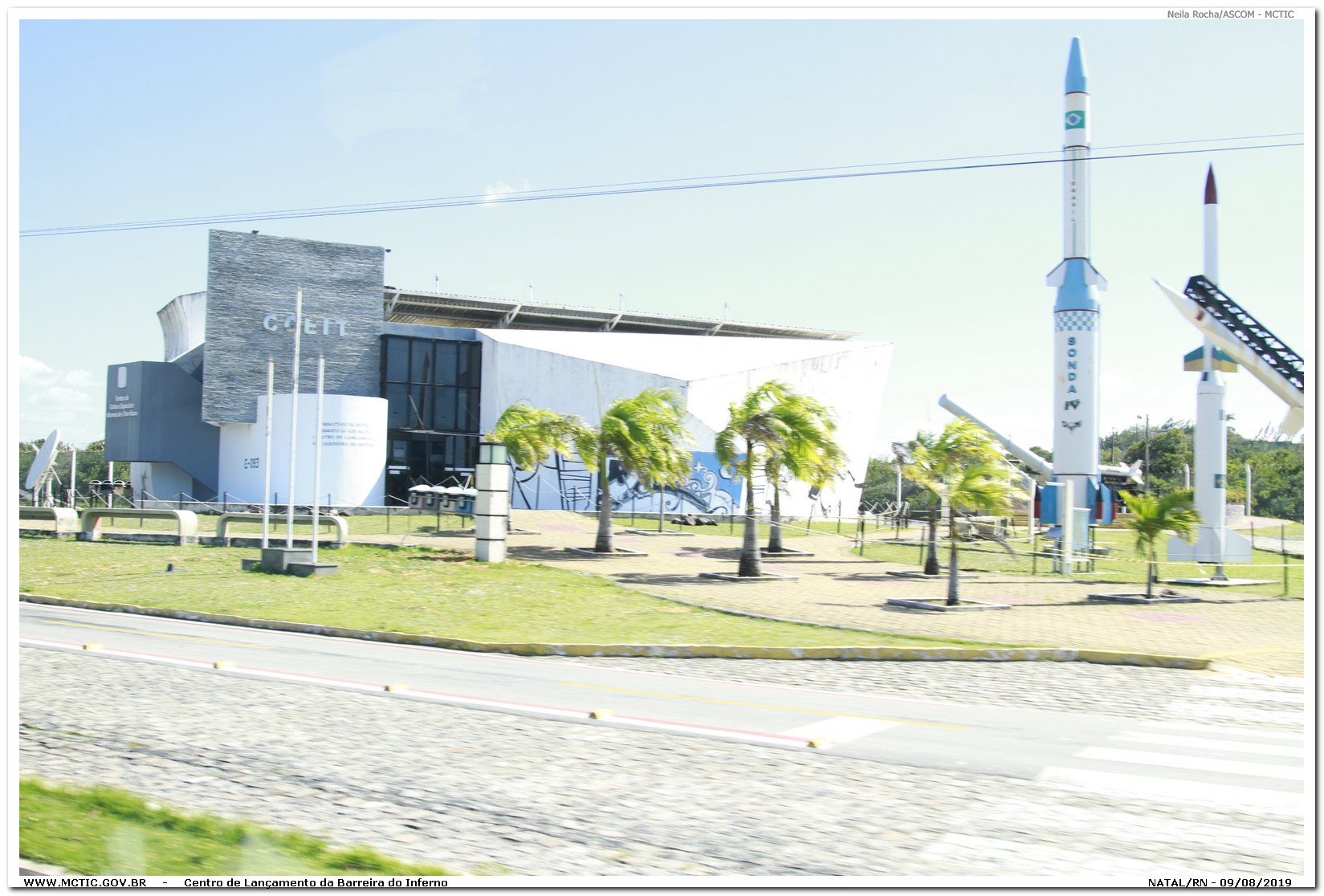
Complexo predial.

Centro de Lançamento da Barreira do Inferno (CLBI) ou simplesmente Barreira do Inferno é uma base da Força Aérea Brasileira para lançamentos de foguetes. Fundada em 1965, se tornou a primeira base aérea de foguetes da América do Sul. Está localizada na Rota do Sol, no município de Parnamirim, a 12 km de Natal, capital do estado brasileiro do Rio Grande do Norte. Nela se concentram operações de lançamento de foguetes de pequeno e de médio porte.
O centro é aberto a visitação da população e turistas, porém deve-se fazer um agendamento. Em março de 2011, a então presidente Dilma Rousseff passou o carnaval no hotel de trânsito da base, permanecendo isolada, aproveitando a segurança das instalações.
A faixa de praia da base, por estar protegida do acesso do público externo, tornou-se uma importante área de reprodução de tartarugas marinhas, sob a supervisão do Projeto Tamar.

## Etimologia
O local da base é vizinho ao campo dunar do bairro de Ponta Negra, região denominada "Barreira do Inferno" por pescadores porque, ao amanhecer, os reflexos do sol tornam as falésias do local vermelhas como fogo.

## Lançamentos

Lançamento do foguete Black Brandt em 1973

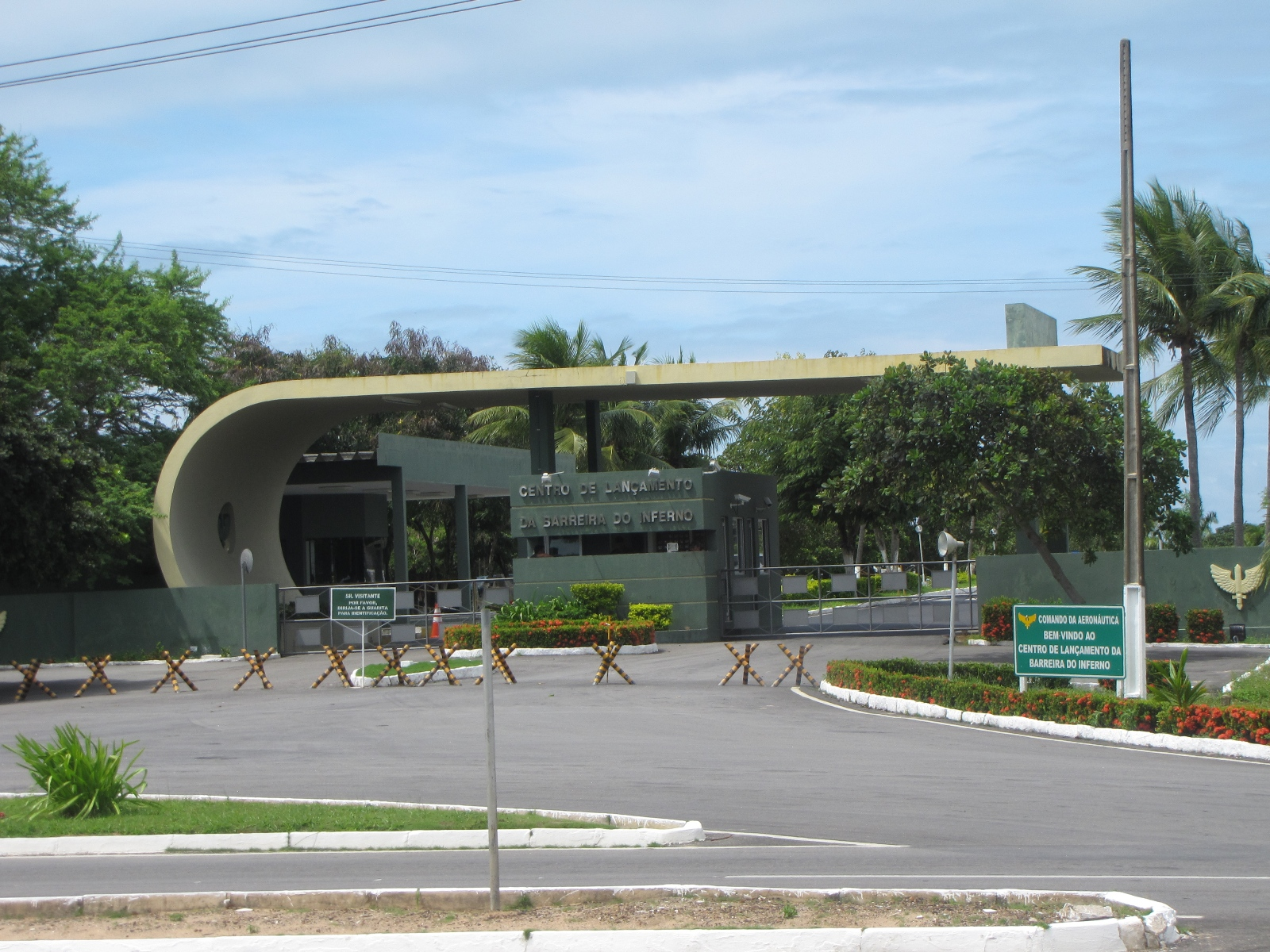
Entrada da Barreira do Inferno

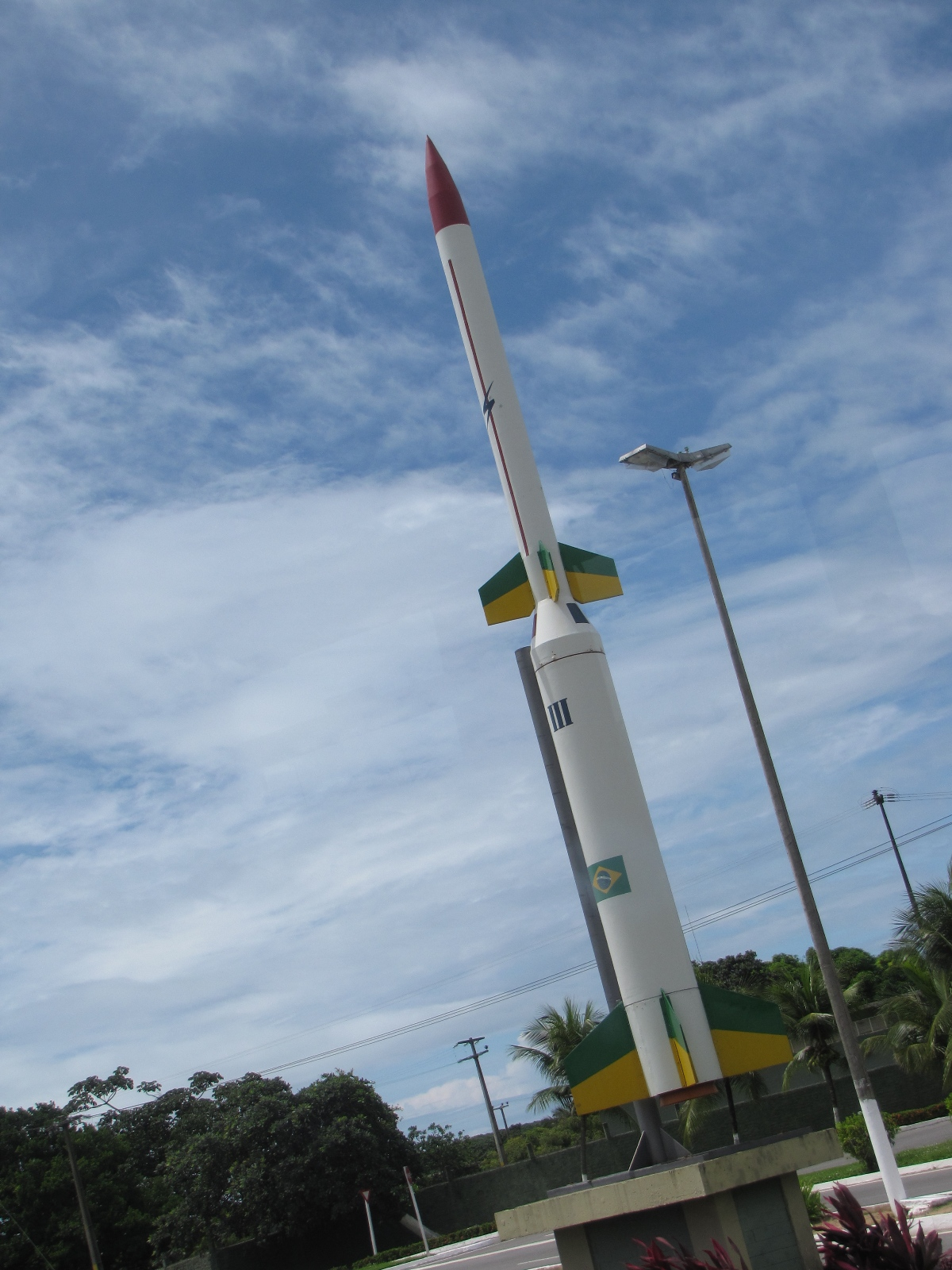
Réplica de um foguete Sonda na Barreira do Inferno

O Nike Apache, foi o primeiro foguete a ser lançado desta base. Ocorreu em 15 de dezembro de 1965 e era um foguete de sondagem de fabricação dos Estados Unidos.
Nesta base já foram lançados mais de 400 foguetes, desde os pequenos foguetes de sondagem meteorológica do tipo Loki, até veículos de alta performance da classe Castor-Lance, de quatro estágios.
Dois experimentos envolvendo o INPE, a NASA e o CLBI merecem destaque: Projeto Exametnet – para estudos da atmosfera em altitudes de 30 a 60 km, quando foram realizadas 88 operações entre 1966 e 1978, totalizando 207 lançamentos; e o projeto Ozônio – para estudar a camada de ozônio, com um total de 81 lançamentos, entre 1978 e 1990.
No que se refere a lançamentos orbitais, em particular equatoriais, o CLBI presta serviços de rastreio e de segurança de veículos satelizadores lançados do Centro de Lançamento de Alcântara (CLA). Uma outra ação desenvolvida no Centro e que merece destaque é a intensa cooperação com a Agência Espacial Europeia (ESA), através da atividade de rastreamento do veículo Ariane, desde seu voo inaugural.

## Atuais atividades da base
As atuais atividades da base são:
- Rastreamento do veículo lançador Ariane, em conjunto com o Centro Espacial Francês no (Kourou, Guiana Francesa), em conformidade com o estabelecido em um acordo com a Agência Espacial Europeia (ESA).
- Continuação dos testes e experimentos de interesse do Comando da Aeronáutica.
- Disponibilização dos meios operacionais em proveito de experimentos de interesse da Marinha e do Exército Brasileiro, visando, além da participação de projetos de interesse da Força Aérea Brasileira, incremento da cooperação entre as Forças Armadas
- Venda de serviços de lançamentos e rastreamentos de foguetes suborbitais para organizações nacionais e estrangeiras, colocando os meios operacionais à disposição da comunidade científica internacional para a realização de operações espaciais, em especial aquelas relacionadas com a pesquisa e o monitoramento do meio ambiente, principalmente através da observação da atmosfera. Tal como é o projeto EXAMETNET que foi dirigido para o estudo da atmosfera na faixa entre 30 a 60 km de altitude.